# Strongylognathus minutus
Strongylognathus minutus là một loài côn trùng thuộc họ Formicidae. Đây là loài đặc hữu của Turkmenistan.